# 盐城幼儿师范高等专科学校
盐城幼儿师范高等专科学校是成立于1920年的一所公立专科学校，位于江苏省盐城市高职园区，该校于2016年升格。该校的主要专业为学前教育专业，此外，还有艺术、外语、建筑等多种专业。
现任校长姜统华。